# Torrita (Victoria)
 (septembre 2020).
Torrita est une localité à l'ouest de l'État du Victoria en Australie à 400 km au nord-ouest de Melbourne sur la Mallee Highway, dans le bourg de Mildura. Elle est située dans le Sunraysia et compte 32 habitants en 2016.